# Yerre
Yerre – rzeka w północnej Francji, prawy dopływ Loary. Ma 47,8 km długości, dorzecze zajmuje powierzchnię 297 km².
Rzeka swój bieg zaczyna obok miasta Chapelle-Guillaume na wysokości 225 m n.p.m. Następnie płynie na wschód i południowy wschód, uchodzi do Loary na wysokości 97 m n.p.m. koło Saint-Hilaire-sur-Yerre. Przepływa przez miejscowości: La Bazoche-Gouët, Chapelle-Royale, Arrou, Courtalain, Saint-Hilaire-sur-Yerre.
W 1031 roku rzeka została odnotowana pod nazwą Era, w 1045 roku – Edera, w 1140 roku – Erra, w 1384 roku – Hière. Obecna nazwa pochodzi od starofrancuskiego słowa yerre oznaczającego bluszcz.